# Bollsjön, Jämtland
Bollsjön är en sjö i Ragunda kommun i Jämtland och ingår i Indalsälvens huvudavrinningsområde. Sjön har en area på 0,234 kvadratkilometer och ligger 327,1 meter över havet. Sjön avvattnas av vattendraget Singsån (Prästån).

## Delavrinningsområde
Bollsjön ingår i det delavrinningsområde (699790-152034) som SMHI kallar för Inloppet i Hammarsjön. Medelhöjden är 334 meter över havet och ytan är 10,94 kvadratkilometer. Det finns inga avrinningsområden uppströms utan avrinningsområdet är högsta punkten. Singsån (Prästån) som avvattnar avrinningsområdet har biflödesordning 2, vilket innebär att vattnet flödar genom totalt 2 vattendrag innan det når havet efter 133 kilometer. Avrinningsområdet består mestadels av skog (81 procent). Avrinningsområdet har 0,23 kvadratkilometer vattenytor vilket ger det en sjöprocent på 2,1 procent.